# Почтамтская улица (Санкт-Петербург)

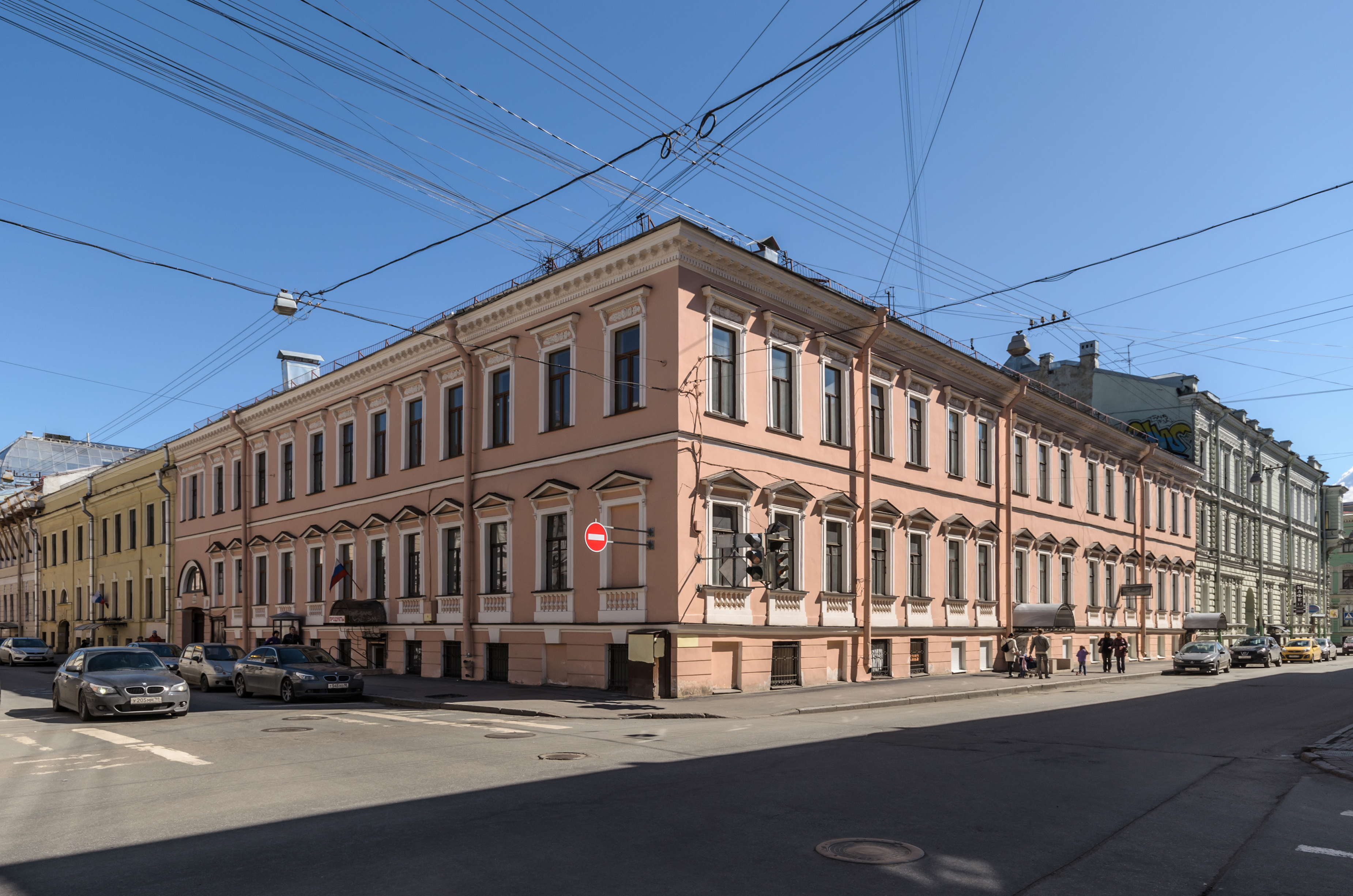
Дом Адам

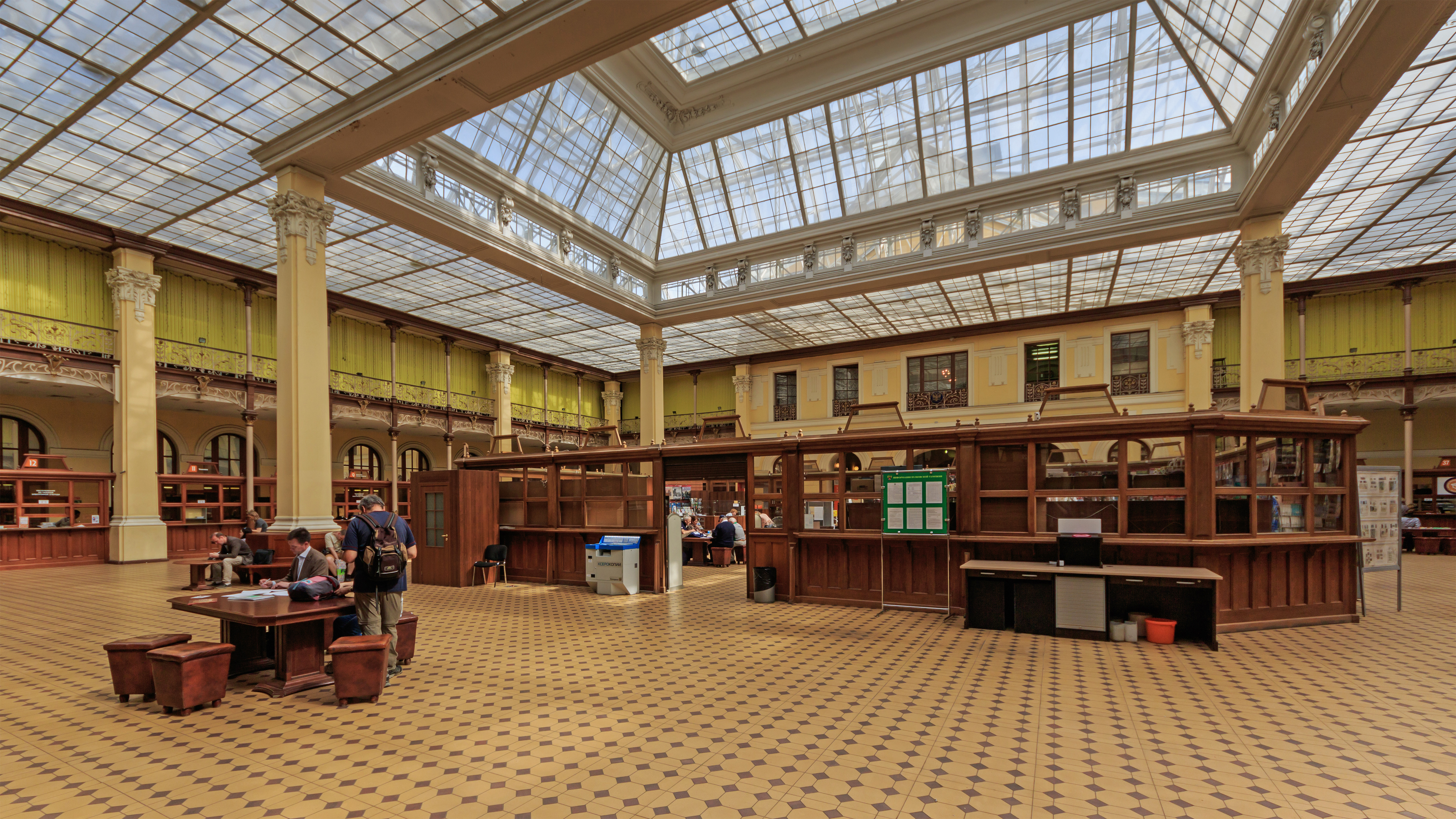
Главпочтамт, интерьер зала

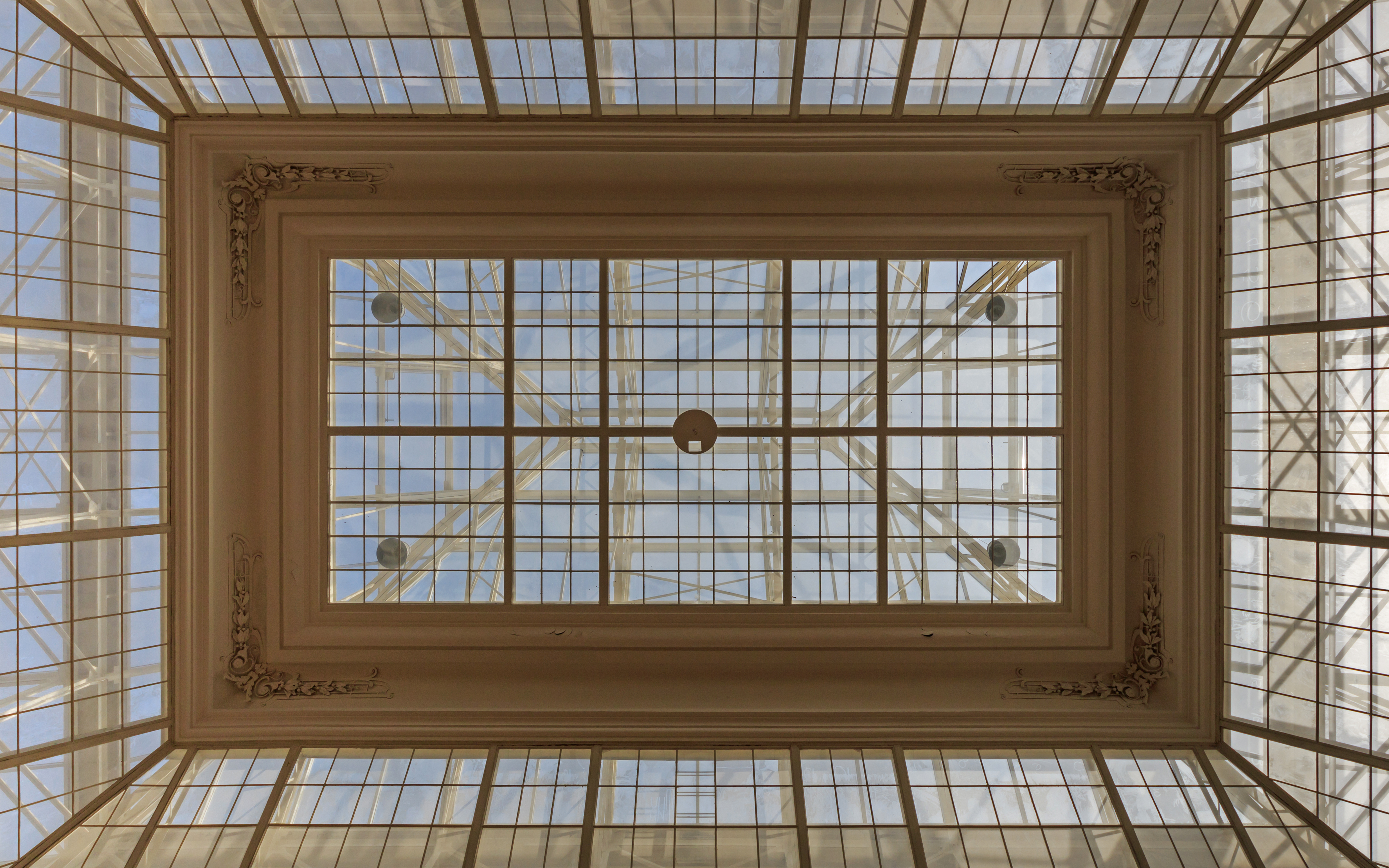
Главпочтамт, крыша

Почта́мтская улица — улица в Адмиралтейском районе Санкт-Петербурга. Проходит от Исаакиевской площади до Конногвардейского переулка. Получила название по расположению на ней столичных учреждений почтового ведомства Российской империи (Главпочтамт).

## История названия
Первоначальное название Пушкарская улица (от Исаакиевской площади до Крюкова канала) известно с 1734 года, дано по находящейся здесь Пушкарской слободе Адмиралтейского ведомства. 20 апреля 1738 года присвоено наименование Большая Дворянская улица, позже Дворянская улица. С 1768 года носит название Новая Исакиевская улица, дано по находящейся в начале улицы Исаакиевской церкви. Параллельно существовали названия Исаакиевская улица, Новоисаакиевская улица, Ново-Исаакиевская улица, с включением в её состав Малой Морской улицы. С 1798 года появляется название Почтовая улица или Исаакиевская Почтовая улица (в современных границах), по находящемуся в переулке в доме 9 строению Почтового ведомства.
Современное название Почтамтская улица известно с 1802 года. С 13 октября 1922 года по 27 февраля 1989 года носила название улица Союза Связи, присвоено «в честь профсоюза работников связи».

## История
Возникла в начале XVIII века. Первоначально шла от Исаакиевской площади до Крюкова канала. С 1829 года сокращена до современных границ.

## Достопримечательности
- Дом № 2 (Исаакиевская площадь, 9) — дом Мятлевых,  Объект культурного наследия № 7810037000№ 7810037000
- Дом № 5 — дом Почтового ведомства (особняк Шувалова). Здание было построено в сер. XVIII в., в 1809 было перестроено по проекту арх. Луиджи Руска, в 1859 — по проекту арх. Николая Гребенки. В 2007—2010 годах дом снесли ради строительства бизнес-центра.  7832093000
- Дом № 7 — Центральный музей связи имени А. С. Попова (Дворец Безбородко)  Объект культурного наследия № 7810092000№ 7810092000
- Дом № 9 — Почтамт Санкт-Петербурга (индекс 190000), 1782, арх-р Н. А. Львов. Здесь находится муляж[2] мраморного столба с Нулевой верстой, от которой с 1714 года отсчитываются расстояния от Санкт-Петербурга до других населённых пунктов[3][4].  Объект культурного наследия № 7810093000№ 7810093000
- Дом № 10, литера А — Дом Сиверсов, конец XVIII в., выявленный объект культурного наследия.  7832095000
- Дом № 12 (Почтамтский переулок, 5) — дом Адам, сер. XVIII в., 1836 г.  7832096000
- Дом № 14 — дом С. П. Ягужинского, перестроен из здания середины XVIII в. в 1859 году по проекту архитектора А. К. Кавоса. В настоящее время — Государственный музей истории религии.  7832100000
- Дом № 15, литера А — здание Управления городского телефона и телеграфа[5].  ОКН № 791410028630005№ 791410028630005
- Дом № 16-18 — усадьба М. В. Ломоносова.  Объект культурного наследия № 7810071000№ 7810071000
- Дом № 19 — особняк Е. А. Брюн, 1841 г., арх. Е. Ф. Паскаль.  7832099000
- Дом № 21 — особняк Корсаковой, 1868—1869 гг. (перестройка), арх. И. В. Вереницын.  7832101000